# Meta von Salis
Barbara Margaretha von Salis (Igis, Suiza, 3 de enero de 1855-Basilea, Suiza, 15 de marzo de 1929), más conocida como Meta von Salis, fue una feminista e historiadora suiza. Fue amiga por correspondencia de Friedrich Nietzsche.

## Biografía
Meta von Salis nació el 3 de enero de 1855 en la hacienda de su familia, el castillo Marschlins, en Igis, Cantón de los Grisones. Sus padres fueron Ursula Margaretha y Ulysses Adalbert von Salis, un naturalista. Asistió desde 1863 a un colegio de mujeres en Friedrichshafen, Alemania, hasta que en 1868 pasó a  otro colegio, también de mujeres, en Rorschach, Suiza, hasta 1871. Después de dejar el colegio, trabajó como institutriz para numerosas familias adineradas en Alemania, Inglaterra e Irlanda antes de matricularse en la Universidad de Zúrich en 1883 para estudiar ħistoria y filosofía. Obtuvo su doctorado en 1887 por su tesis sobre Inés de Poitou, lo que la hizo ser la primera mujer suiza en obtener un doctorado. Ella señaló que no estaba interesada en completar su grado por su propio bien, sino más bien por el interés de la cuestión de las mujeres.

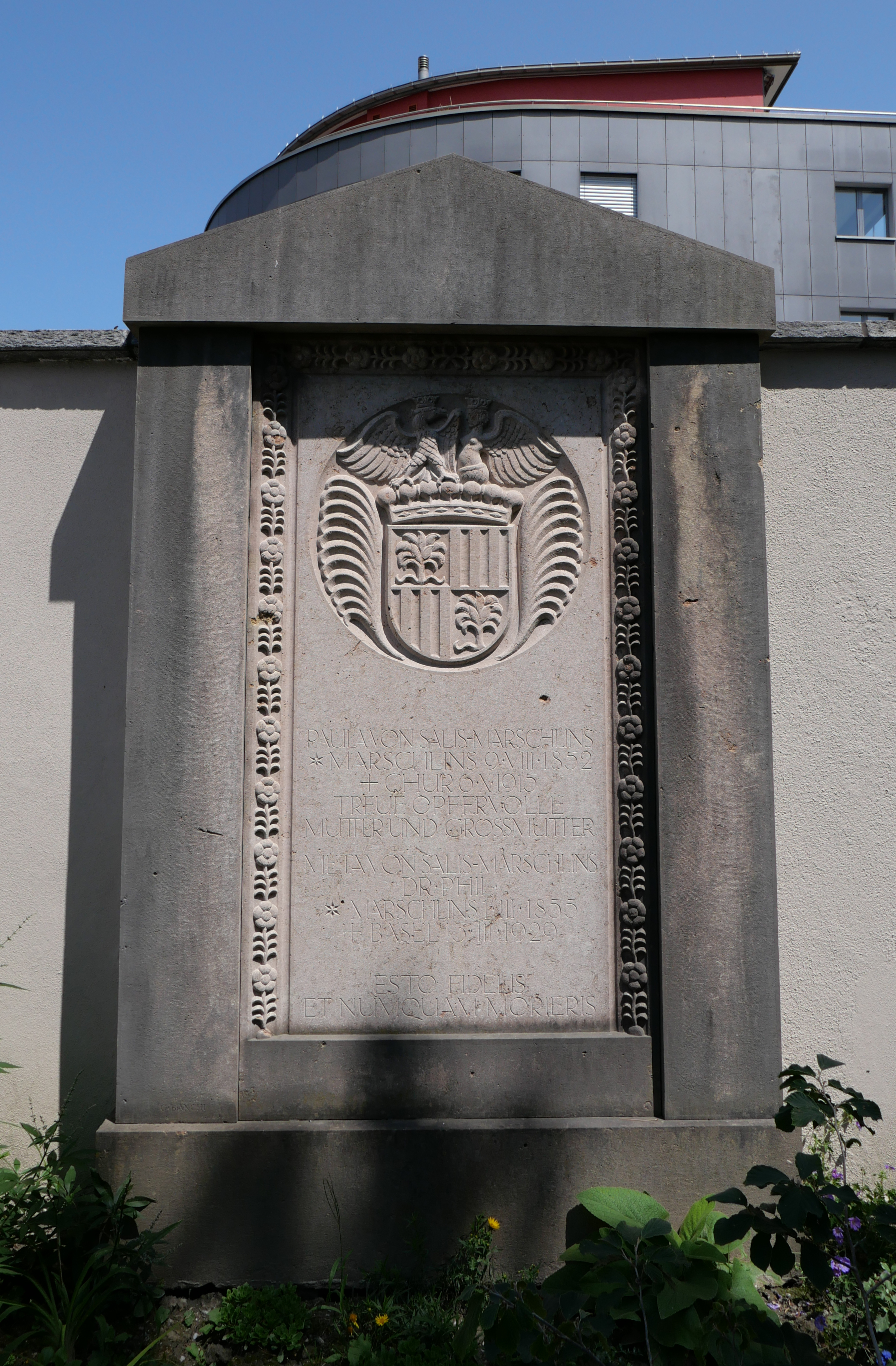
La tumba de Meta von Salis y su hermana Paula (1852-1915) en el cementerio de Daleu en Chur.

Después de la universidad, von Salis trabajó como periodista freelance y oradora del movimiento del sufragio femenino. En 1887 escribió un artículo que fue publicado en el Zürich Post, uno de los primeros en defender el sufragio universal para los ciudadanos suizos. En 1884 conoció al filósofo alemán Friedrich Nietzsche en Zúrich. A pesar de la discrepancia de Nietzsche por las feministas y el movimiento de las mujeres, formaron una amistad duradera. Después de su primer encuentro, von Salis pasó varias semanas entre 1886 y 1887 en su casa de verano en Sils Maria. Aunque fueron amigos cercanos, von Salis se horrorizó cuando alguien le sugirió que ella y Nietzsche deberían casarse. En 1894, ayudó a la hermana de Nietzsche, Elisabeth Förster-Nietzsche, a fundar el Archivo Nietzsche, pero von Salis cesó su colaboración a causa de una disputa con Förster-Nietzsche. A pesar de esto, fue von Salis quien compró la Villa Silberblick en Weimar, donde Nietzsche y su hermana vivieron hasta el final de sus años, antes de que se convirtiese en la sede permanente de la colección del Archivo Nietzsche.
Von Salis fue encarcelada brevemente en 1904 por desacato después de que intentase defender a dos mujeres acusadas erróneamente por un caso de desfalco. Desilusionada con el proceso democrático suizo, se trasladó a la isla italiana de Capri con su vieja amiga Hedwig Kym. Tras el matrimonio de Kym con Ernst Feigenwinter, von Salis continuó viviendo con la pareja en su casa de Basilea desde 1910 hasta su muerte en 1929. En el último periodo de su vida, se retiró del movimiento feminista y, en su lugar, la mayoría de sus escritos se centraron en el nacionalismo alemán y las teorías de la conservación racial.